# Distúrbios em Xinjiang em julho de 2009
Os distúrbios de Xinjiang em julho de 2009 eclodiram no dia 5 de julho de 2009, em Ürümqi, capital da província de Xinjiang, no noroeste da República Popular da China. Envolveram entre 1 000 e 3 000 uigures. O número de mortos em 6 de julho chegou aos 156, de acordo com fontes do governo chinês. De acordo com o jornal britânico The Daily Telegraph, a maioria dos mortos são da etnia Han. O número de mortos continuou a aumentar na semana seguinte, tendo a Xinhua divulgado o número de 184, e mais de 1 000 feridos à data de 11 de julho.
A violência foi provocada por um conflito em curso entre a etnias Han e a minoritária uigur, uma etnia dos povos turcos que é predominantemente muçulmana e um dos grupos étnicos oficialmente reconhecidos pelo governo chinês. Estes distúrbios em específico foram causados pelo descontentamento dos uigures com o tratamento dado pelo governo central em relação a morte de dois trabalhadores da etnia na província de Guangdong, no sul do país. A agência Xinhua diz que quase 800 pessoas ficaram feridas e muitos veículos foram queimados. A polícia tentou parar os motins com gás lacrimogêneo e jactos de água a alta pressão e alguns bloqueios.
Em apenas um ano é o terceiro grave conjunto de distúrbios na República Popular da China, depois dos distúrbios no Tibete em 2008 e dos distúrbios em Xinjiang em 2008.

## Restrições no tráfego e o bloqueio das comunicações
Os blogueiros chineses escreveram que pelo menos uma bomba explodiu durante o incidente. A polícia impôs restrições no tráfego e conseguiu restabelecer a ordem na manhã de 6 de julho. China Mobile suspendeu o seu serviço na região "para ajudar a manter a paz e evitar a propagação do incidente", enquanto a China Unicom disse que não houve interrupção do seu serviço em Xinjiang. O acesso à internet foi bloqueado, no entanto, imagens e vídeos das manifestações foram encontrados em breve postados no Twitter, YouTube e Flickr.